# Formation
"Formation" é uma canção gravada pela cantora norte-americana Beyoncé. Foi lançada no dia 6 de fevereiro de 2016, pela gravadora Parkwood Entertainment, no serviço de distribuição Tidal, servindo como primeiro single do álbum Lemonade. O videoclipe da canção foi lançado simultaneamente, no Tidal e Youtube. No serviço Vevo, foi lançado em 9 de dezembro de 2016. A canção tem a produção de Mike Will Made-It, e co-escrita por Swae Lee, da dupla Rae Sremmurd.

## Lançamento
"Formation" foi lançada dia 06 de Fevereiro, junto com seu videoclipe no Tidal. O download da canção foi disponibilizada gratuitamente para os usuários do Tidal. O videoclipe também foi lançado no Youtube. Uma coleção de vestuário e acessórios também foi lançada, no mesmo dia, sob o nome de "The Formation Collection" para divulgação do single. As peças da coleção levam algumas partes da letra da canção ou uma foto promocional do videoclipe.
Depois de algumas horas do lançamento, Mike Will Made-It, o produtor da canção, revelou em seu Twitter que sempre quis trabalhar com Beyoncé, "e depois de ter trabalhado com ela, a respeito mais ainda, ela é um artista de verdade".

## Videoclipe

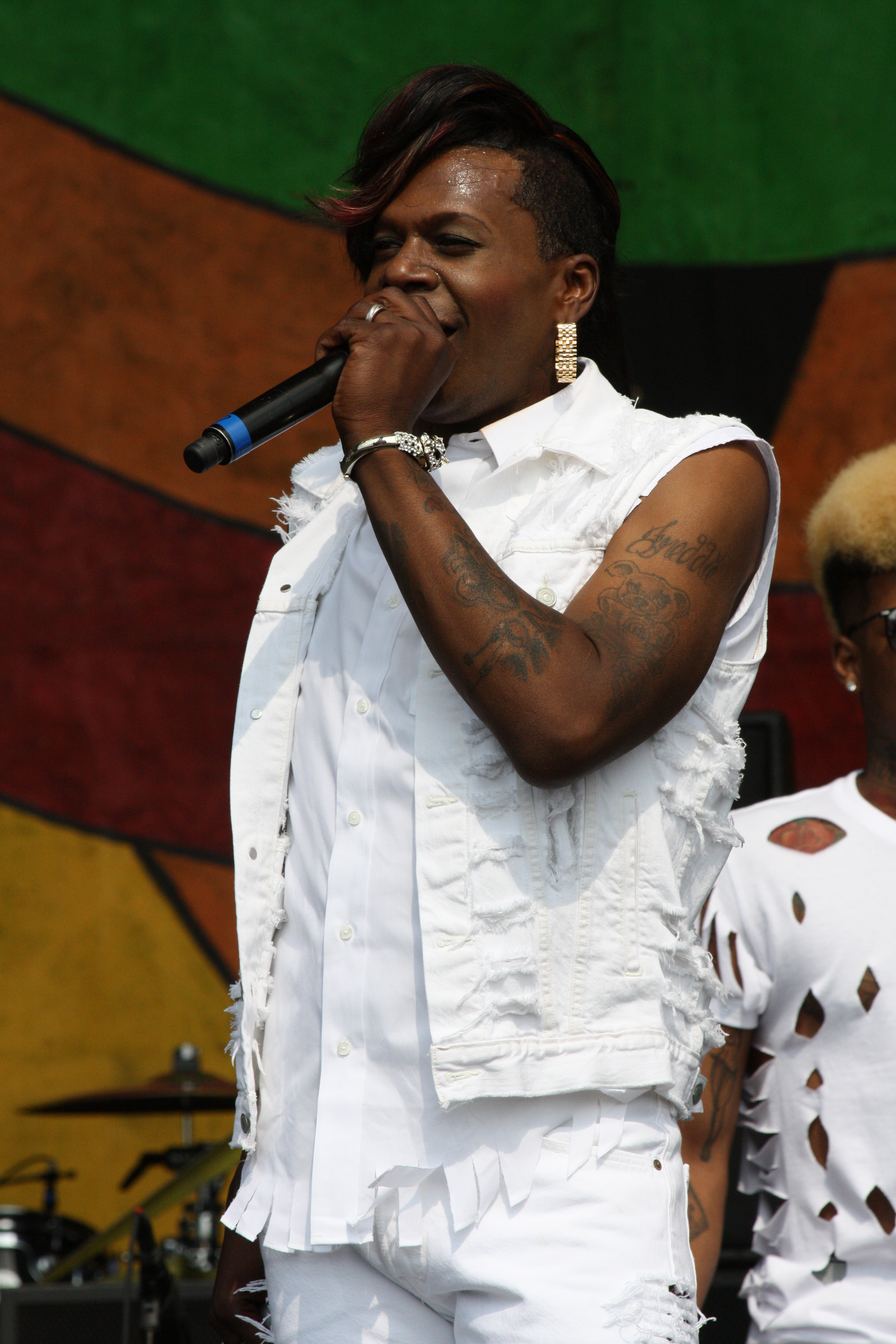
Big Freedia faz uma participação no videoclipe.

O videoclipe de "Formation" foi lançado no dia 6 de Fevereiro de 2016, e foi dirigido por Melina Matsoukas. Foram lançadas uma versão explícita e uma censurada do videoclipe. No início do vídeo ouve-se a frase "Bitch, I'm back", com tradução livre para "Vadia, eu voltei". Durante o vídeo, Beyoncé é vista dançando e cantando nos corredores de casas de fazendas antigas em Louisiana, em ruas de Nova Orleans e em uma piscina vazia. Blue Ivy Carter, a filha da cantora, faz uma participação no vídeo.
Durante o vídeo é introduzido falas da ''webcelebridade'' Messy Mya, assassinado em 2010 em Nova Orleans, e do cantora Big Freedia, o qual disse ter ficado surpreendido com o pedido para participar do projeto, além de afirmar que saber do conceito da canção, que homenageia sua cidade natal, o deixou ainda mais animado em aceitar o pedido.
Uma fileira de policiais de tropa de choque aparece ao longo do vídeo. No final, eles levantam suas mãos em um gesto de pessoas sob redenção; A câmera então mostra um grafite na parede que diz: "Parem de atirar em nós", referenciando a assassinatos de afro-americanos, cometidos pela policia nos últimos anos. Beyoncé também é vista cantando durante todo o vídeo em cima de um carro de polícia, no qual se sugere uma referência ao furacão Katrina. Uma página de jornal é mostrada com a foto de Martin Luther King Jr. na capa, com o título "A Verdade" estampado.
Ao longo de 2016 o vídeo, música foi Vencedor em diversas cerimônias de premiações, foram ganhos 27 prêmios, entre eles Grammy, MTV VMA, CANNES LION. O trabalho da Beyoncé com o vídeo de FORMATION foi o primeiro na história a ganhar um prêmio em homenagem no festival de Cannes, o vídeo foi contemplado com o Grand Prix por excelência. Foi eleito o "Video Of The year" no Grammy, VMA, BET AWARDS, SOUL TRAIN AWARDS, CLIO AWARDS, NAACP IMAGEM AWARDS, WEBBY AWARDS.

## Apresentação ao vivo
A canção foi apresentada pela primeira vez pela cantora durante sua apresentação no Super Bowl 50. A apresentação gerou polêmica por se tratar de uma música que criticava o racismo no país, além de fazer referência a mortes de negros por policiais que aconteceram nos últimos anos.

## Desempenho nas tabelas musicais

### Posições
| Tabela musical (2016)                                  | Melhor posição |
| ------------------------------------------------------ | -------------- |
| Austrália (ARIA Charts)                                | 17             |
| Canadá (Canadian Hot 100)                              | 32             |
| Estados Unidos (Billboard Hot 100)                     | 10             |
| Estados Unidos (Top R&B/Hip-Hop Songs)                 | 6              |
| França (Syndicat National de l'Édition Phonographique) | 24             |
| Reino Unido (UK R&B Singles Chart)                     | 8              |
| Reino Unido (UK Singles Chart)                         | 31             |